# 筑後市立古島小学校
筑後市立古島小学校（ちくごしりつ こじましょうがっこう）は、福岡県筑後市大字古島にあった市立小学校。

## 沿革
- 1872年 　 - 学令頒布により、14か村共立学校を水田に設置
- 1876年5月 - 井田小学校を下妻郡下牟田村中屋敷に設置
- 1881年9月 - 小学区改正により、下妻郡は２学区に分かれ、古島・折地は水田本校に、井田・島田は井田分校になる
- 1883年6月 - 島田を水田本校に、中牟田を井田分校に転属
- 1886年 　 - 井田分校が井田小学校簡易科として独立
- 1889年6月 - 小学校簡易科を廃止し、井田尋常小学校に名称変更
- 1909年4月 - 水田校島田・古島・折地を加え、古島尋常小学校に名称変更
- 1947年4月 - 古島小学校に名称変更
- 1954年4月 - 筑後市立古島小学校となる
- 1957年9月 - 校歌を制定
- 2025年3月 - 筑後市立南小学校として統合し廃校

## 校歌
- 作詞: 松永伍一
- 作曲: 大楠幸生

## 行事
- はんぎり
1978年から毎年、プール開きで「はんぎり」と呼ばれる大型の木製の桶に児童が乗り水上を進む体験会を行う。はんぎりは、クリーク(農業用水路)に自生・栽培していたヒシの実を収穫するために使われていた。ヒシの実は、戦時中貴重な食糧源として重宝されるも、1970年代頃から環境の変化で激減し、はんぎりに乗る風景が見られなくなった。そうした文化を伝えるために実施されるようになった。

## 交通
- コミュニティバス「のらんの号」